# ラファエル・ボンベリ

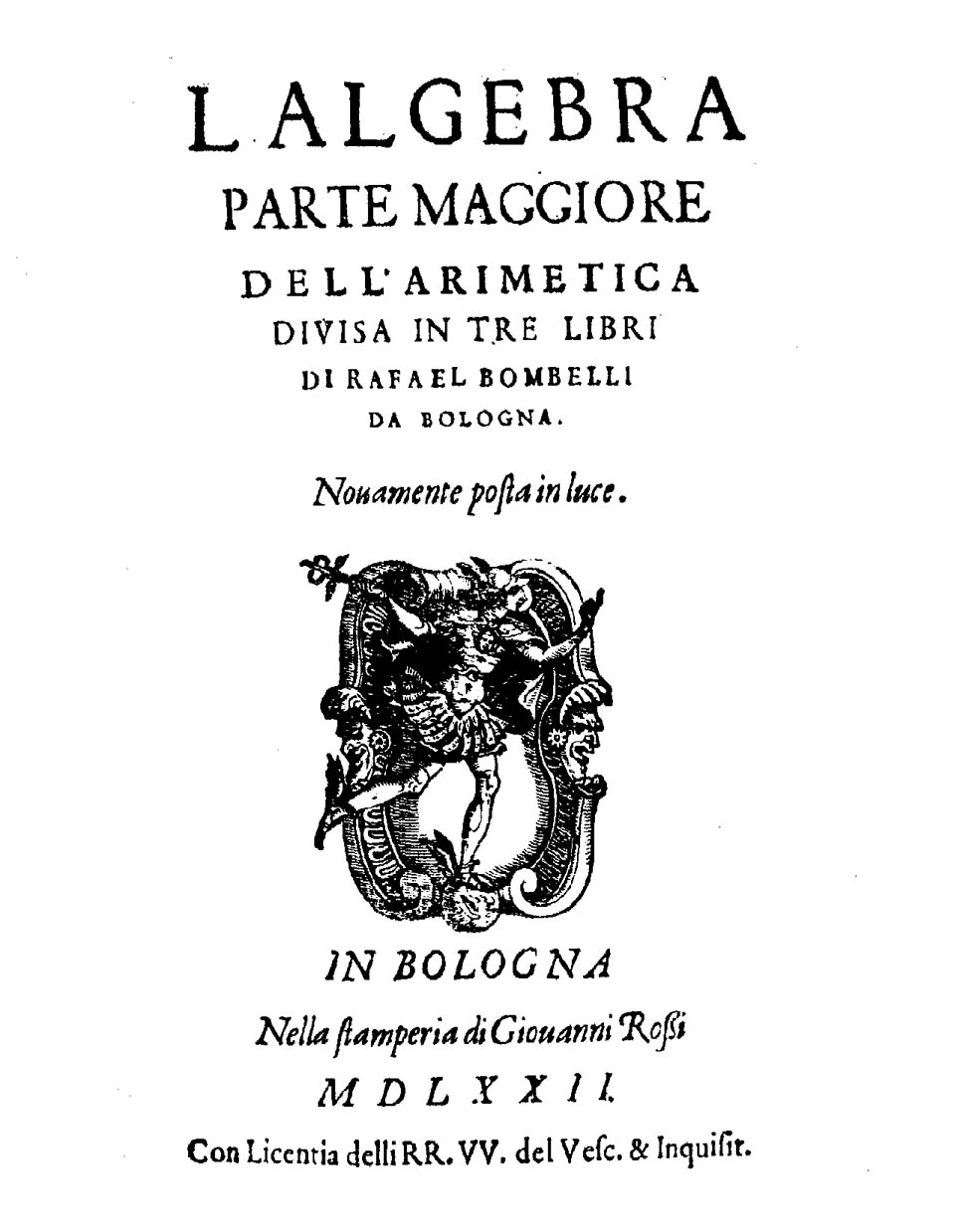
Algebra, 1572

ラファエル・ボンベリ（Rafael Bombelli, 1526年 - 1572年）は、ボローニャ生まれのイタリアの数学者である。
ボンベリは代数学の論文を書き、虚数の研究の中心的な人物となった。
彼は虚数に関わる諸問題を最終的に解決した1人である。1569年、ボンベリはシピオーネ・デル・フェッロとニコロ・フォンタナ・タルタリアの方法を用いて方程式を解いて、+i と −i を導入し、それらが代数学でどのような役割を果たすかを示した。
月のクレーター、ボンベリは彼の名前に由来している。

## ボンベリの方法
ボンベリは平方根を求めるのに連分数を用いた。彼の方法を用いて{\displaystyle {\sqrt {n}}}を求めるには、まず{\displaystyle n=(a\pm r)^{2}=a^{2}\pm 2ar+r^{2}\ }かつ{\displaystyle 0<r<1\ }なるrを求めることになるが、このrは{\displaystyle r={\frac {|n-a^{2}|}{2a\pm r}}}と表せる。右辺に出てくるrを消去すると連分数を用いて次のように表せる。
{\displaystyle a\pm {\frac {|n-a^{2}|}{2a\pm {\frac {|n-a^{2}|}{2a\pm {\frac {|n-a^{2}|}{2a\pm \cdots }}}}}}}
例えば、{\displaystyle {\sqrt {13}}\ }の真の値は3.605551275...であるが、ボンベリの方法を用いると次のようになる。
{\displaystyle 3{\frac {2}{3}},\ 3{\frac {3}{5}},\ 3{\frac {20}{33}},\ 3{\frac {66}{109}},\ 3{\frac {109}{180}},\ 3{\frac {720}{1189}},\ \cdots }
最後の式の値は3.605550883...となる。ボンベリの方法はアレクサンドリアのヘロンやアルキメデスの方法と比較される。
アルキメデスが{\displaystyle \pi \ }を求めた方法を用いると{\displaystyle {\frac {265}{153}}<{\sqrt {3}}<{\frac {1351}{780}}}となる。